# Francis Rawdon-Hastings
Francis Rawdon-Hastings, 1.er Marqués de Hastings, (9 de diciembre de 1754 - 28 de noviembre de 1826) fue un político y militar británico. Además fue Gobernador General de la India entre 1813 y 1823.

## Biografía
Hastings nació en el Condado de Down, siendo hijo de John Rawdon, 1.er Conde de Moira y Elizabeth Rawdon, 13.ª Baronesa Hastings.
Se unió al ejército británico en 1771 sirviendo durante la Guerra de Independencia de los Estados Unidos. Allí, participó en las batallas de Bunker Hill, Brooklyn, White Plains, Monmouth y Camden, en los ataques a los Fuertes Washington y Clinton, y en el Asedio de Charleston, aunque su logro más notable fue la creación de un cuerpo del ejército en Philadelphia, al que se llamó los Voluntarios Irlandeses. Este cuerpo fue clave en la victoria de la Batalla de Hobkirk's Hill, donde, aun estando en clara desventaja numérica, ganó claramente a un ejército estadounidense por su superioridad militar y su determinación.
En 1793, sucedió a su padre como 2.º Conde de Moira. Tras entrar a formar parte del Partido Whig, ocupó un puesto en el llamado Gabinete de Todos los Talentos en 1806 como Maestro General de Artillería, pero renunció tras la caída del gobierno al año siguiente. Dada la buena relación que mantenía con el Príncipe Regente, Moira fue solicitado para intentar formar un nuevo gobierno Whig tras el asesinato de Spencer Perceval en 1812. Todos los intentos de Moira de crear un gobierno de coalición fallaron, y los Tories volvieron al poder, siendo nombrado primer ministro Robert Jenkinson, 2.º Conde de Liverpool.
Gracias a la influencia del Príncipe Regente, Moira fue nombrado Gobernador General de la India en 1813. Su mandato como Gobernador General fue uno de los más memorables, destacando la victoria en la Guerra Anglo-Nepalesa (1814-1816); la conquista final de los Marathas en 1818 en la tercera guerra anglo-maratha; y la compra de la isla de Singapur en 1819. Su política interior en la India también fue exitosa, supervisando la reparación del sistema de canales de Delhi así como importantes reformas administrativas y educacionales. Por su labor en la India, fue ascendido al rango de Marqués de Hastings en 1817.
La permanencia de Hastings en la India terminó debido a un escándalo financiero en 1823, volviendo a Inglaterra, tras lo que fue nombrado Gobernador General de Malta en 1824.
Hastings murió en los mares de Nápoles dos años más tarde, en 1826.

## Matrimonio e hijos
El 12 de julio de 1804, Hastings se había casado con Flora Campbell, 6.ª Condesa de Loudoun, hija del teniente general James Campbell, 5.º Conde de Loundon y Lady Flora Macleod. De este matrimonio nacieron cinco hijos:
- Lady Flora Elizabeth Rawdon-Hastings (11 de febrero de 1806 – 5 de julio de 1839).
- George Rawdon-Hastings, 2.º Marqués de Hastings (4 de febrero de 1808 – 13 de enero de 1844).
- Sophia Frederica Christina Rawdon-Hastings (1 de febrero de 1809 – 28 de diciembre de 1859).
- Selina Constance Rawdon-Hastings (1810 – 8 de noviembre de 1867).
- Adelaide Augusta Lavinia Rawdon-Hastings (25 de febrero de 1812 – 6 de diciembre de 1860).